# Omar Mukhtar

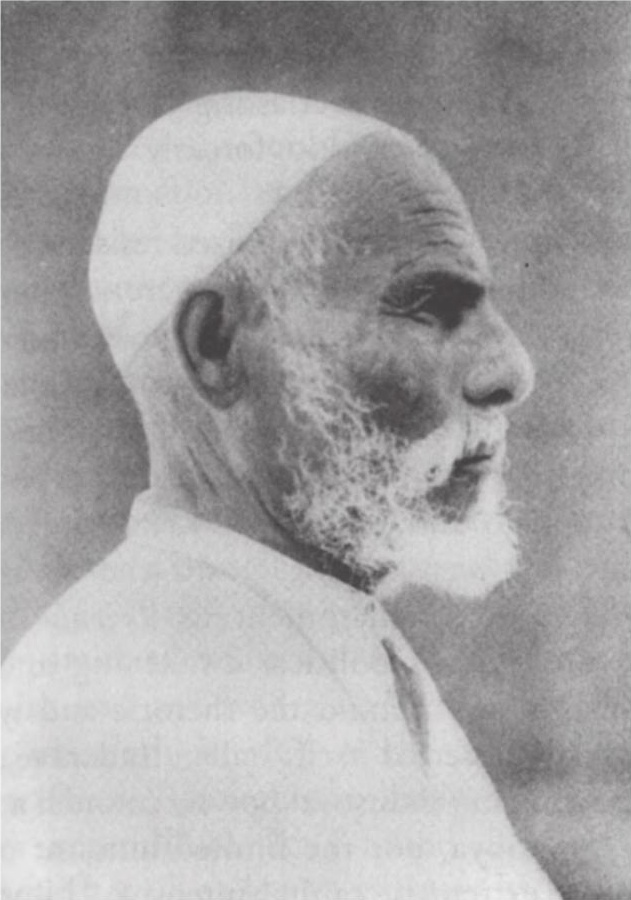
Omar Mukhtar

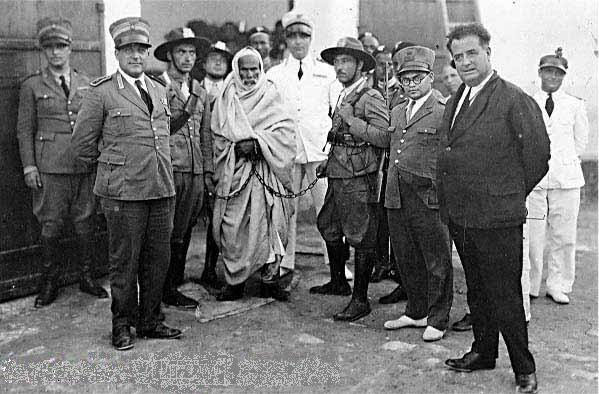
Omar Mukhtar grips av italienska fascister

Omar Mukhtar (arabiska: عمر المختار ‘Umar Al-Mukhtār), född 1862 i byn Janzour nära Tobruk, död 16 september 1931 i Solluqon nära Benghazi, Libyen, var en libysk frihetskämpe. Under nästan tjugo år ledde han det libyska motståndet mot den italienska fascistiska kolonialmakten.
Mukhtar, som till yrket var koranlärare, ledde en liten grupp gerillakrigare som saboterade för italienska trupper och lade sig i bakhåll. Då Mukhtar kände den libyska terrängen mycket väl, kunde han och hans krigare tämligen lätt attackera italienska styrkor och snabbt dra sig tillbaka utan att bli förföljda.
I juni 1930 företog italienska styrkor under befälhavaren Rodolfo Graziani en stor offensiv mot det libyska motståndet, men detta företag misslyckades. Då utarbetade guvernören för Libyen, Pietro Badoglio, tillsammans med Graziani, kolonialministern Emilio De Bono samt Benito Mussolini en plan för att krossa motståndsmännen. Man vinnlade sig om att gränsen till Egypten stängdes, och man försökte isolera motståndstrupperna så att den inhemska befolkningen inte kunde understödja dem.
Mukhtar fortsatte kampen trots ökade svårigheter. Den 11 september 1931 greps han av italienska fascister vid ett bakhåll i närheten av Zonta. Mukhtar förhördes, torterades och dömdes till döden. Han hängdes offentligt den 16 september 1931.